# Mihai Bătrâneanu
Mihai Bătrâneanu (n. 19 ianuarie 1965) este un om de afaceri român, cunoscut în special pentru fondarea companiei PC-NET Data Network, in anul 1994.
PC-NET a fost primul Internet Service Provider din Europa de Est care a furnizat servicii de acces la Internet pentru zeci de mii de utilizatori gratuit. PC-NET a fost compania care a lansat primele servicii de e-mail (conturi UUCP), acces on-line prin conexiuni dialup, primele servicii Broadband Internet, folosind tehnologia ADSL (în anul 1998). De asemenea a dezvoltat și implementat în premieră europeană primele servicii Voice over IP (cardurile PC-NET Voice). În anul 1999, Banca Europeană pentru Reconstrucție și Dezvoltare a investit în PC-NET 4 milioane de dolari. A fost prima investiție BERD în domeniul IT&C din România. PC-NET a fost liderul pieței de furnizare a serviciilor internet între anii 1994 și 2004. În august 2004, când PC NET ajunsese să numere 230 de angajați, și prezență națională, Mihai Bătrineanu a vândut firma grupului RCS & RDS.
Președintele Ion Iliescu l-a decorat în februarie 2004 cu "Ordinul National Serviciul Credincios în grad de Cavaler" pentru contribuții semnificative la dezvoltarea domeniului IT&C în România.
După vânzarea companiei, Miihai Bătrâneanu a dezvoltat multe proiecte on-line și de consultanță IT. Portalul Rol.ro - România Online a fost site-ul numărul 1, ca audiență generală în România, conform SATI (Studiul de Audiență a Traficului Internet), mai bine de 8 ani.

În anul 2006 Mihai Bătrâneanu a fost ales Președintele Asociației Naționale a Internet Services Providerilor - ANISP, cea mai puternică asociație profesională din industria IT&C, care reprezintă interesele companiilor din domeniu.